# Энис, Шалонда
Шалонда Мошиа Энис (англ. Shalonda Mochea Enis; родилась 3 декабря 1974 года в Селесте, штат Техас, США) — американская профессиональная баскетболистка, выступавшая в женской национальной баскетбольной ассоциации. Была выбрана на драфте ВНБА 1999 года во втором раунде под общим тринадцатым номером командой «Вашингтон Мистикс». Играла на позиции тяжёлого форварда и центровой.

## Ранние годы
Шалонда Энис родилась 3 декабря 1974 года в городе Селеста (штат Техас), училась там же в одноимённой средней школе, в которой выступала за местную баскетбольную команду.